# Клубний провулок (Біла Церква)
Клубний провулок  — невеличка вулиця у місті Біла Церква, яка бере початок з вулиці Героїв Небесної Сотні і закінчується виходом до вулиці Леся Курбаса. Знаходиться у центральній частині міста. 

## Відомі будівлі

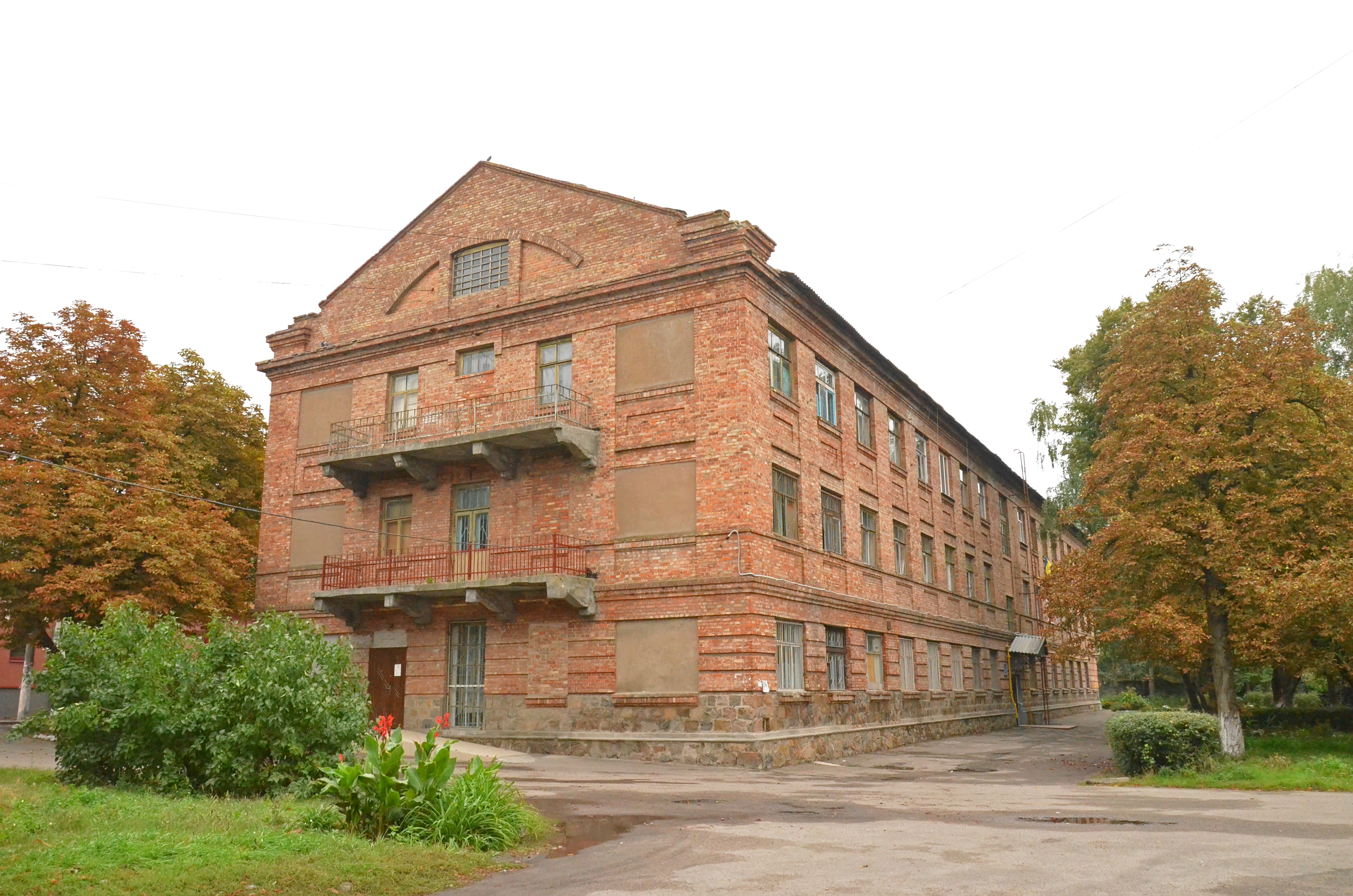
Гуртожиток сільськогосподарського інституту

- Гуртожиток сільськогосподарського інститутуКиївський академічний обласний музично-драматичний театр імені П. К. Саксаганського (Клубний провулок, 1)[1].
- Гуртожиток №2 Білоцерківського національного аграрного університету (Клубний провулок, 2/35). Побудований 1935 року за проектом О. В. Кобелєва. Об’єкт культурної спадщини (архітектура)[2].